# 英國鐵路701型電聯車
 英國鐵路701型電聯車 是由庞巴迪运输公司為西南铁路公司制造的一款Aventra的電力動車組。列車預計將於2020年12月投入运营。  

## 历史
2017年3月，西南铁路公司得到西南鐵路線经营权，並承诺購買750辆新车厢。2017年6月，西南鐵路公司向龐巴迪運輸購買90卡Aventra的直流電列車的合同，将从2019年开始引进60列10卡和30列5卡列车。这些新的列车将最终取代所有原西南列車的455型，456型，458型和707型列車。最初叫為705型（5卡車）和711型（10卡车），列車後來改稱701型，其中10卡的为701/0，而5卡的为701/5。但由于新型冠狀病毒爆發，列車於2020年3月停止生产。庞巴迪运输公司表示，将从2020年4月14日开始在德比恢复列车生产。
2020年6月10日，第一列701型10卡車（編成編號：701002）從德比利奇彻巷工厂交付给伊斯特利工厂 。

## 車廠
701型的車廠在溫布頓車廠和未来的费特姆車廠（将于2021年开放）。

## 車內
701型将具有再生制动，寬闊的車門令到同時能夠上落多些乘客，車廂內採用2+2的座位安排，車上有Wi-Fi和USB充电插頭以及实时乘客信息資訊屏幕，並且有残疾人士洗手间。

## 列車編組
| 車型  | 擁有公司 | 產量 | 製造年份 | 每列列車車卡數量 | 編組编号      | 服務路線                |
| ----- | -------- | ---- | -------- | ---------------- | ------------- | ----------------------- |
| 701/0 | 西南铁路 | 60   | 2019年～ | 10               | 701001-701060 | 雷丁—温莎及西南伦敦郊区 |
| 701/5 | 西南铁路 | 30   | 2019年～ | 5                | 701501-701530 | 雷丁—温莎及西南伦敦郊区 |

## 付運
到目前為止，有4列10輛編成的列車已經接收，並開始進行測試：
- 2020年6月10日：701002[13]
- 2020年6月30日：701004
- 2020年7月20日：701005
- 2020年7月31日：701006